# Estero Yerba Loca
El Estero Yerba Loca o río Yerba Loca es un curso de agua en la Región Metropolitana de Santiago que descarga sus aguas en el río San Francisco, uno de los afluentes del río Mapocho, el principal curso de agua de la ciudad de Santiago de Chile.

## Trayecto
El cajón al que le da nombre es de origen glaciar y se encuentra ubicado al noreste de la ciudad de Santiago, 22 km a través de la Ruta Farellones, que lleva a los centros de esquí de la Parva, El Colorado y Valle Nevado.
El estero nace en la unión del río Chorrillos del Plomo con los escurrimientos del Glaciar de La Paloma, que junto al Cerro Altar, corona el cajón en que se encuentra. A lo largo de un curso de 16 kilómetros aproximadamente, es alimentado por diversos afluentes, como son el Estero Leonera, y el estero Agua Larga.
El curso contiene diversos sulfatos, por lo que el consumo de estas aguas es altamente dañino, en especial en altura. Sin embargo todos los cursos provenientes del lado oriental son puros.
A lo largo de su curso, se encuentran diversos hitos que sirven de puntos de referencia a los montañistas que frecuentan el lugar en busca de las cumbres de los cerros La Paloma (4910 m s. n. m.) en cuyos faldeos nace el glaciar de La Paloma, Falso Altar (4549 m s. n. m.)
y El Altar (5180 m s. n. m.), tales lugares referenciales son en su mayoría praderas, tales como son Villa Paulina (1850 m s. n. m.) ubicado en el inicio del valle, siendo actualmente un área de camping, y el Valle de Piedra Carvajal (3280 m s. n. m.), lugar de nacimiento del estero.
Desemboca en el río San Francisco en la localidad de Corral Quemado.

## Caudal y régimen
El régimen del estero Yerba Loca es una excepción dentro de la "Subcuenca Alta del Mapocho", a la que el estero pertenece junto al río Molina, río San Francisco, hasta la junta del río Mapocho con el estero Arrayán, incluyendo este último. Toda la subcuenca observa un régimen nivo – pluvial, que aunque la influencia nival es la más importante es posible advertir cierta influencia pluvial, salvo en el caso del estero Yerba Loca, el que es puramente nival. Los mayores caudales se observan entre noviembre y enero, mientras que los menores ocurren entre marzo y mayo.: 71 

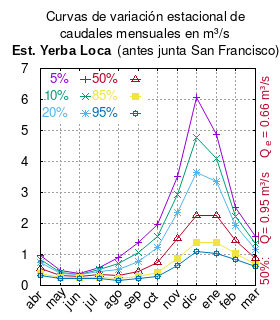
Curva de variación estacional del estero Yerba Loca antes de junta con el río San Francisco.

El caudal del río (en un lugar fijo) varía en el tiempo, por lo que existen varias formas de representarlo. Una de ellas son las curvas de variación estacional que, tras largos periodos de mediciones, predicen estadísticamente el caudal mínimo que lleva el río con una probabilidad dada, llamada probabilidad de excedencia. La curva de color rojo ocre (con {\displaystyle {\color {Red}\vartriangle }}) muestra los caudales mensuales con probabilidad de excedencia de un 50%. Esto quiere decir que ese mes se han medido igual cantidad de caudales mayores que caudales menores a esa cantidad. Eso es la mediana (estadística), que se denota Qe, de la serie de caudales de ese mes. La media (estadística) es el promedio matemático de los caudales de ese mes y se denota {\displaystyle {\overline {Q}}}. 
Una vez calculados para cada mes, ambos valores son calculados para todo el año y pueden ser leídos en la columna vertical al lado derecho del diagrama. El significado de la probabilidad de excedencia del 5% es que, estadísticamente, el caudal es mayor solo una vez cada 20 años, el de 10% una vez cada 10 años, el de 20% una vez cada 5 años, el de 85% quince veces cada 16 años y la de 95% diecisiete veces cada 18 años. Dicho de otra forma, el 5% es el caudal de años extremadamente lluviosos, el 95% es el caudal de años extremadamente secos. De la estación de las crecidas puede deducirse si el caudal depende de las lluvias (mayo-julio) o del derretimiento de las nieves (septiembre-enero).

## Historia
Francisco Solano Asta-Buruaga y Cienfuegos escribió en 1899 en su obra póstuma Diccionario Geográfico de la República de Chile sobre el río:
Yerba Loca (Quebrada de).-—Se abre entre las sierras del lado sur de la sección oriental del río Mapocho y baja hacia el N. á desembocar en éste á unos 18 kilómetros al E. del fundo de Las Condes, por donde se halla el establecimiento de fundición llamado de los Maitenes. En su interior y á bastante altura se explotan minas de plata y de plomo.

## Población y economía
El estero da su nombre al Santuario de la Naturaleza Yerba Loca, administrado por la CONAF, y que protege a especies de flora endémicas chilenas.